# Kreuz Schöneberg
Kreuz Schöneberg is een knooppunt in de Duitse deelstaat Berlijn.
Op dit klaverbladknooppunt gelegen in het stadsdeel Berlin-Schöneberg sluit de A103 een korte autosnelweg in Berlijn aan op de A100 de Berliner Stadtring.

## Verkeersintensiteiten
Dagelijks passeren ongeveer 10.000 voertuigen het knooppunt.
| Van                          | Naar                    | Gemiddeld aantal voertuigen per dag |
| ---------------------------- | ----------------------- | ----------------------------------- |
| AK Schöneberg                | AS Alboinstraße (A 100) | 136.500                             |
| AS Innsbrucker Platz (A 100) | AK Schöneberg           | 160.500                             |
| AS Sachsendamm (A 103)       | AK Schöneberg           | 27.500                              |
| AK Schöneberg                | AS Saarstraße (A 103)   | 46.600                              |

## Richtingen knooppunt
| Aansluitende wegen                                                            | Aansluitende wegen                               | Aansluitende wegen            | Aansluitende wegen | Aansluitende wegen                         |
| ----------------------------------------------------------------------------- | ------------------------------------------------ | ----------------------------- | ------------------ | ------------------------------------------ |
|                                                                               |                                                  |                               |                    | richting Sachsendamm / Tiergarten Südkreuz |
|                                                                               |                                                  |                               |                    |                                            |
| richting Wilmersdorf / Zentrum Luchthaven Tegel Leipzig / Maagdenburg Hamburg | richting Tempelhof Luchthaven Schönefeld Dresden |                               |                    |                                            |
|                                                                               |                                                  |                               |                    |                                            |
| richting Steglitz                                                             |                                                  | Grazer Damm richting Lankwitz |                    |                                            |

## Weblinks
- Karte mit der Lage des Autobahnkreuzes[dode link]

## Einzelnachweise
1. ↑  Manuelle Straßenverkehrszählung 2005 des BVM